# 育英友の会
育英友の会（いくえいとものかい）は、日本育英会（現・日本学生支援機構）の元奨学生が中心となって1956年11月10日に設立された任意団体である。社会貢献と会員相互の交流を主な目的としている。
会員は元奨学生が中心であるが、会の趣旨に賛同する者であれば誰でも入会することができる。

## 組織
本部の下に支部（北海道、東北、関東、北信越、東海、近畿、中国、四国、九州）が置かれている。
本部役員は正・副の理事長と若干名の理事・監事で構成されている。

## 会員数
設立以来の会員数は累計で73万人を超える。ちなみに、初年度の会員数は約36,000人であった。
なお、2004年に終身会費制から年会費制に変更し、年会費を納入しない者は会員と認めないこととしたため、上記会員数は見直される可能性が高い。

## 会費
設立当初の会費は終身会費で、高校卒正会員50円、大学卒正会員100円であった（入会金は賛同する口数を納入するというものであった）。また正会員のほか、賛助会員の制度も存在した。
数度の会費見直しを経て、2004年からは一律2000円の年会費制に移行した。

## 活動
夏季休暇期間中に全国六ヵ所で留学生・奨学生地域交流集会（愛称・育英の集い）を日本学生支援機構と共催で行っている。
このほか、各支部において会員の親睦をはかるイベントをいくつか行っている。